# Попов, Александр Григорьевич (государственный деятель)
Александр Григорьевич Попов — советский хозяйственный, государственный и политический деятель.

## Биография
Родился в 1927 году в селе Липовка. Член КПСС с 1957 года.
С 1947 года — на хозяйственной, общественной и политической работе. В 1947—1995 гг. — помощник мастера, начальник планово-распределительного бюро, старший инженер, начальник отдела труда и зарплаты, заместитель главного инженера, главный инженер, директор Арсеньевского машиностроительного завода, директор завода имени Горького в Хабаровске, первый секретарь Хабаровского горкома КПСС, уполномоченный Госплана СССР по Дальневосточному экономическому региону, представитель Минэкономики России в Дальневосточном экономическом районе.
Избирался депутатом Верховного Совета РСФСР 9-11-го созывов. Делегат XXV и XXVI съездов КПСС.
Жил в Хабаровске.